# Paul Preuss (Politiker)
Paul Preuss (auch Paul Preuß; * 21. November 1897 in Elbing, Westpreußen; † 6. Februar 1970) war ein deutscher Politiker (SPD). Er war von 1950 bis 1954 und zwischen 1962 und 1967 Mitglied des Landtags von Schleswig-Holstein.

## Leben
Nach der Volksschule besuchte Paul Preuss eine Handelsschule und machte eine kaufmännische Ausbildung. Er war später als Leiter der Geschäftsstelle der Allensteiner Zeitung in Soldau (Ostpreußen) tätig. Preuß war Mitglied des NSKK und Obertruppführer. Zum 1. Mai 1937 trat er der NSDAP bei (Mitgliedsnummer 6.020.451).
Nach dem Zweiten Weltkrieg arbeitete er als Stadtbeauftragter für Vertriebene, Flüchtlinge und Kriegsgeschädigte in Lübeck.
Preuss war seit 1917 Mitglied der SPD. Nach dem Krieg engagierte Preuss sich wieder politisch, so wurde er im Jahr 1949 Vorstandsmitglied der Siedlungs- und Baugenossenschaft und im Jahr darauf Kreisvorstandsmitglied der SPD. Bei der Landtagswahl 1950 konnte Preuss den Wahlkreis 44 (Lauenburg-Ost) als Direktkandidat für die SPD gewinnen und wurde in den schleswig-holsteinischen Landtag gewählt, dem er zunächst vom 7. August 1950 bis zum 6. August 1954 angehörte. In der folgenden Wahlperiode verpasste er den Einzug in den Landtag. Am 7. Januar 1960 rückte Preuss für den während der laufenden vierten Legislaturperiode verstorbenen Abgeordneten Heinrich Sellmann in den Landtag nach. Bei der folgenden Wahl im Jahr 1962 wurde Preuss als Landeslistenkandidat der SPD gewählt und behielt seinen Sitz im schleswig-holsteinischen Landtag bis zum 28. April 1967.

## Auszeichnungen
- 1965: Verdienstkreuz (1. Klasse) des Verdienstordens der Bundesrepublik Deutschland[3]
- Ehrenmitglied des Fischereivereins Lübeck-Travemünde